# Wherever I Am
Wherever I Am es el primer EP de la cantante pop Heidi Montag lanzado el 28 de abril de 2009. El EP contiene 5 pistas de su nuevo disco. La canción "More Is More" fue la primera en entrar a los charts como número uno y posicionándose en el número 27 en los Billboard's Dance y Club Play Songs.

## Canciones
1. "Look How I'm Doin'
2. "Your Love Found Me"
3. "More Is More"
4. "Party Is Wherever I Am"
5. "Turn Ya Head"
6. "Look How I'm Doin' [Remix]" (ft. Machine Gun Kelly)

Nota: todas las pistas del EP fueron confirmadas para el disco debut de Heidi "Heidi Montag", exceptuando el remix.
- Datos: Q4019472